# 王卫华 (1962年)
王卫华（1962年6月—），男，汉族，陕西商洛人，中华人民共和国政治人物，曾任陕西省国土资源厅厅长、党组书记，陕西省扶贫开发办公室主任、党组书记，现任陕西省政协副主席。